# The Guardsman

The Guardsman est un film américain réalisé par Sidney Franklin, sorti en 1931.

## Synopsis
L'histoire tourne autour d'un mari et de sa femme tous deux membres d'une troupe de comédiens. Parce qu'il n'est pas sûr de lui, le mari soupçonne sa femme d'être capable d'infidélité et il se déguise en garde avec un fort accent, courtise sa femme sous sa fausse identité et finit par la séduire. Le couple reste ensemble, et à la fin, la femme dit au mari qu'elle savait que c'était lui, mais qu'elle a joué le jeu de la tromperie.

## Fiche technique
- Titre : The Guardsman
- Réalisation : Sidney Franklin, assisté de Harold S. Bucquet (non crédité)
- Scénario : Ernest Vajda d'après la pièce A testör de Ferenc Molnár
- Société de production : Metro-Goldwyn-Mayer
- Photographie : Norbert Brodine
- Montage : Conrad A. Nervig
- Direction artistique : Cedric Gibbons
- Costumes : Adrian
- Pays de production : États-Unis
- Format : noir et blanc - mono
- Genre : comédie dramatique
- Durée : 82 minutes
- Date de sortie : 1931

## Distribution
- Alfred Lunt : l'acteur
- Lynn Fontanne : l'actrice
- Roland Young : Bernhardt, le critique
- Zasu Pitts : Liesl, la bonne
- Herman Bing : un créancier